# Young Guns (banda)
Young Guns é uma banda inglesa de rock alternativo de High Wycombe, Buckinghamshire. Os membros, trabalhando juntos em diversos interesses musicais ao longo dos anos 2000, formaram a banda formalmente em 2008 e ganharam destaque após seu EP de estreia, Mirrors, que lhes rendeu lugares como bandas de abertura para shows de Bon Jovi e Guns N' Roses. Seu álbum de estreia, All Our Kings Are Dead, foi lançado em 12 de julho de 2010. Seu segundo álbum, Bones, foi lançado em fevereiro de 2012. Seu single "Bones" alcançou o primeiro lugar na parada Billboard Active Rock nos EUA em maio de 2013. Seu terceiro álbum, Ones and Zeros, foi lançado em 9 de junho de 2015. O quarto álbum da banda, Echoes, foi lançado em 16 de setembro de 2016.

## Discografia

#### Álbuns de estúdio
- (2010) All Our Kings Are Dead
- (2012) Bones
- (2015) Ones and Zeros
- (2016) Echoes

#### Extended plays
- (2009) Mirrors
- (2010) Sons of Apathy

#### Singles
- (2009) "The Weight of the World"[1]
- (2010) "Winter Kiss"
- (2010) "Sons of Apathy"
- (2010) "Crystal Clear"
- (2010) "The Weight of the World"
- (2011) "Stitches"
- (2011) "Learn My Lesson"
- (2012) "Bones"[2]
- (2012) "You Are Not"
- (2012) "Dearly Departed"
- (2013) "Towers (On My Way)"
- (2014) "I Want Out"
- (2015) "Rising Up"

## Integrantes

#### Formação atual
- Gustav Wood - voz principal (2008–presente)
- Fraser Taylor - guitarra (2008–presente)
- John Taylor - guitarra rítmica, vocal de apoio (2008–presente)
- Simon Mitchell - baixo (2008–presente)
- Ben Jolliffe - bateria, percussão, vocal de apoio (2008–2015, 2020–presente)

#### Ex-integrantes
- Chris Kamrada – bateria, percussão (2015–2017)